# Oediopalpa foveipennis
Oediopalpa foveipennis es una especie de insecto coleóptero de la familia Chrysomelidae.
Fue descrita científicamente en 1923 por Pic.